# Downey, California
Downey, California là một thành phố thuộc quận Los Angeles trong tiểu bang California, Hoa Kỳ, cự ly 21 km về phía đông nam trung tâm Los Angeles. Thành phố có tổng diện tích 12,568 dặm vuông Anh (32,55 km2) km², trong đó diện tích đất là 12,408 dặm vuông Anh (32,14 km2), diện tích mặt nước là 0,414 km², chiếm 1,27%. Theo điều tra dân số Hoa Kỳ năm 2010, thành phố có dân số 111.772 người, là thành phố đông dân thứ 233 tại Hoa Kỳ và thành phố lớn thứ 51 bang California năm 2010. Thành phố là nơi sinh ra chương trình không gian Apollo, nơi ca sĩ Karen Carpenter sinh sống và qua đời.